# Hans Molitoris
Hans Molitoris (* 8. August 1874 in Meschen, Österreich-Ungarn; † 29. Mai 1972 in Erlangen) war ein deutscher Rechtsmediziner, Hochschullehrer und nationalsozialistischer Wissenschaftsfunktionär.

## Leben
Hans Molitoris war der Sohn des Schulrektors von Meschen. Nach dem Ende seiner Schullaufbahn absolvierte er bis 1903 ein Studium der Medizin in Innsbruck. Während seines Studiums wurde er 1892 Mitglied der Innsbrucker akademischen Burschenschaft Germania. Nach Studienende war er ab 1902 Assistent am gerichtsmedizinischen Institut der Universität Innsbruck, war ein Schüler von Carl Ipsen, wurde dort 1903 zum Dr. med. promoviert und legte 1905 die Physikatsprüfung ab. Anfang September 1919 folgte Molitoris dem Ruf auf dem Lehrstuhl für gerichtliche Medizin an die Universität Erlangen zunächst als außerordentlicher Professor und ab 1922 als Ordinarius. Seit 1921 war er Präsident der Deutschen Gesellschaft für Gerichtliche Medizin.
Molitoris trat zum 1. Mai 1933 der NSDAP (Mitgliedsnummer 3.176.920) sowie dem NS-Lehrerbund bei und war Vertrauensmann des NS-Dozentenbundes an der Medizinischen Fakultät Erlangen. Er wurde im August 1939 emeritiert, führte jedoch seine Tätigkeiten als Hochschullehrer und Leiter des Instituts für gerichtliche Medizin an der Universität Erlangen bis zum Ende des Zweiten Weltkrieges weiter. Molitoris war als langjähriger Dozentenbundführer der Universität Erlangen und als Gaudozentenbundführer im Gau Franken der einflussreichste NSDAP-Funktionär an der Universität Erlangen.
1945 wurde er von der Militärregierung in den Ruhestand versetzt.
Molitoris war verheiratet und hatte drei Söhne und zwei Töchter. Einer der Söhne war der Frauenarzt Hans Albrecht Molitoris (1905–1987).